# کایل همیلتون
کایل همیلتون (انگلیسی: Kyle Hamilton؛ زادهٔ ۲۶ فوریهٔ ۱۹۷۸) قایقران روئینگ اهل کانادا بود.